# Abdullah Shah
Al-Sultan Abdullah Ri'ayatuddin Al-Mustafa Billah Shah ibni Almarhum Sultan Haji Ahmad Shah (în Jawi: السلطان عبدﷲ رعاية الدين المصطفى بالله شاه ابن المرحوم سلطان حاج أحمد شاه; n.  ?) este al șaselea sultan modern al statului Pahang⁠(d).
Abdullah s-a născut în timpul domniei bunicului său, sultanul Abu Bakar, și a devenit prinț moștenitor atunci când tatăl său, sultanul Ahmad Shah, a urcat pe tronul din Pahang⁠(d) în anul 1974. A fost proclamat prinț moștenitor al Pahangului la 1 iulie 1975. A urmat cursurile Academiei Militare Regale Sandhurst, iar mai târziu a obținut o diplomă în relații internaționale și diplomație la Worcester College, Oxford și Queen Elizabeth College, între 1980 și 1981. În 1986 s-a căsătorit cu Tunku Azizah Aminah. Împreună au avut zece copii, printre care se remarcă Hassanal Ibrahim, Muhammad Iskandar și Puteri Iman Afzan, precum și un fiu adoptat, Amir Nasser.
Abdullah a devenit sultan al statului Pahang în urma abdicării tatălui său, în ianuarie 2019, care a decedat ulterior în mai 2019.
La 31 ianuarie 2019, Abdullah a fost învestit ca al 16-lea Rege al Malaeziei, mandat exercitat între 2019 și 2024. Abdullah a jucat un rol important în politica internă, în special în timpul crizei politice malaeziene din perioada 2020–2022 și al negocierilor complexe care au urmat alegerilor generale din 2022, în urma cărora parlamentul a rezultat fără o majoritate clară. Drept urmare, domnia sa a cunoscut cel mai mare număr de prim-miniștri dintre toți monarhii Malaeziei.

## Biografie
Abdullah, născut ca Tengku Abdullah ibni Tengku Ahmad Shah la 30 iulie 1959, la Palatul Mangga Tunggal din Pekan, statul Pahang⁠(d), este fiul cel mai mare al sultanului Ahmad Shah din Pahang și al Tengkuei Ampuan Afzan. El este al patrulea copil dintr-o familie de opt frați, sora sa cea mai mare fiind Tengku Meriam.
Educația timpurie a lui Abdullah a început în 1965 la Școala Clifford din Kuala Lipis. Și-a continuat studiile primare la Școala Națională Ahmad din Pekan între 1966 și 1969, urmate de Școala Primară St. Thomas. Pentru învățământul secundar, a urmat cursurile Școlii Secundare St. Thomas între 1970 și 1974, ambele instituții fiind situate în Kuantan⁠(d).
În vederea aprofundării educației sale, Abdullah a frecventat Școala Aldenham din Elstree, Hertfordshire, Regatul Unit, între 1975 și 1977. Ulterior, s-a înscris la Royal Military Academy Sandhurst, unde a studiat între 1978 și 1979. A continuat apoi studiile superioare la Worcester College, Oxford, și la Queen Elizabeth College, Regatul Unit, în perioada 1980–1981, absolvind cu o diplomă în Relații Internaționale și Diplomație.

### Cariera militară
Abdullah și-a început cariera militară la Royal Military Academy Sandhurst în 1978, unde a activat inițial ca ofițer cadet. În perioada petrecută la Sandhurst, a legat prietenii cu mai multe personalități, printre care șeicul Mohammed bin Zayed al Nahyan, viitor președinte al Emiratelor Arabe Unite și conducător al emiratului Abu Dhabi, precum și cu Zulkiple Kassim, care îi era superior și care avea să devină ulterior șef al armatei.
În 1979, Abdullah a fost avansat la gradul de sublocotenent de către regina Elisabeta a II-a. Serviciul său militar l-a condus la promovarea la gradul de căpitan în 1980, perioadă în care a activat ca ofițer de cavalerie în Corpul Regal Blindat.
În 1987, Abdullah a obținut gradul de maior în cadrul Corpului Regal Blindat. Mai târziu, a fost numit căpitan al Corpului Regal de Cavalerie Malaezian și, la 1 mai 1999, a fost repartizat la Regimentul 505 al Armatei Teritoriale. În aceeași perioadă a fost promovat la gradul de locotenent-colonel al Regimentului 505. La 1 iunie 2000 a avansat în grad, devenind colonel al aceluiași regiment.
Devotamentul său față de cariera militară l-a condus la obținerea gradului de general de brigadă al Regimentului 505 al Armatei Teritoriale la 1 aprilie 2004, moment ce a marcat un reper semnificativ în serviciul său militar.

## Prinț moștenitor (1975–2019)
Abdullah a preluat rolul de Tengku Mahkota al statului Pahang (prinț moștenitor al Pahangului) la 1 iulie 1975. Ceremonia sa de instalare oficială a avut loc la 23 octombrie 1977, la Palatul Abu Bakar din Pekan.
De asemenea, Abdullah a fost numit regent al Pahangului în două rânduri. Prima numire a avut loc atunci când tatăl său a fost ales al șaptelea Yang di-Pertuan Agong (rege al Malaeziei). În această perioadă, el a exercitat atribuțiile de regent timp de cinci ani, din 26 aprilie 1979 până la 25 aprilie 1984.
A doua oară Abdullah a preluat funcția de regent în 2016, atunci când sănătatea tatălui său a început să se deterioreze. El a servit din nou ca regent între 28 decembrie 2016 și momentul urcării sale pe tron în 2019.

## Sultan al statului Pahang (2019–prezent)
La 15 ianuarie 2019, la vârsta de 59 de ani, Abdullah a fost proclamat oficial al șaselea sultan modern al statului Pahang. Această proclamare a survenit ca urmare a abdicării tatălui său de pe tron, determinată de starea precară a sănătății acestuia. Ceremonia care a marcat urcarea pe tron a lui Abdullah a avut loc la Palatul Abu Bakar, reședința oficială a sultanului. Domnia sa a fost declarată retroactiv ca începând la 11 ianuarie 2019, data la care Consiliul Regenței a decis asupra succesiunii.
Odată devenit sultan al Pahangului, Abdullah a adoptat titulatura regală: „Al-Sultan Abdullah Ri'ayatuddin Al-Mustafa Billah Shah ibni Sultan Haji Ahmad Shah Al-Musta'in Billah”.
În plus, consoarta sa regală, Tunku Azizah Aminah Maimunah Iskandariah, care deținea titlul de Tengku Puan al Pahangului (prințesă moștenitoare), a fost proclamată Tengku Ampuan (regină consoartă) a statului Pahang la 29 ianuarie 2019.
În conformitate cu atribuțiile sale de sultan al Pahangului, Abdullah îndeplinește în prezent și funcția de cancelar al University of Kuala Lumpur (UniKL) și al Universiti Malaysia Pahang Al-Sultan Abdullah (UMPSA).

## Rege al Malaeziei (2019–2024)
[[Lee Hsien Loong and Bongbong Marcos at the 2022 Singapore Grand Prix.jpg|thumb|Abdullah (centru), alături de președintele filipinez Ferdinand Marcos Jr. (stânga) și de prim-ministrul Singaporelui Lee Hsien Loong (dreapta) la Marele Premiu al statului Singapore din 2022]]
La 24 ianuarie 2019, Conferința Conducătorilor Lorzilor Malay a ales pe Abdullah drept al 16-lea Yang di-Pertuan Agong (Rege al Malaeziei), înlocuindu-l pe sultanul Muhammad V din Kelantan⁠(d), care abdicase cu câteva săptămâni înainte. Abdullah a depus jurământul oficial la 31 ianuarie 2019, în cadrul unei ceremonii publice, stabilindu-și reședința la Palatul Național (Istana Negara), Jalan Tuanku Abdul Halim. În aceeași perioadă, Conferința Conducătorilor l-a ales pe sultanul Nazrin Shah⁠(d) din Perak⁠(d) drept adjunct al Yang di-Pertuan Agong. Abdullah a devenit astfel al doilea Yang di-Pertuan Agong care a domnit în timp ce tatăl său era încă în viață și singurul al cărui tată fusese anterior Yang di-Pertuan Agong.
În perioada în care Abdullah a exercitat funcția de Yang di-Pertuan Agong, conducerea statului Pahang a fost preluată de fiul său, Tengku Hassanal Ibrahim Alam Shah, care a fost proclamat Tengku Mahkota al Pahangului și regent al Pahangului la 29 ianuarie 2019. La momentul numirii, Hassanal își continua studiile la Royal Military Academy Sandhurst din Regatul Unit. El a fost sprijinit în exercitarea atribuțiilor de Consiliul Regenței Regale al statului Pahang (Majlis Jumaah Pangkuan Diraja Negeri Pahang), condus de fratele mai mic al lui Abdullah, Tengku Abdul Rahman, între 15 februarie 2019 și 15 decembrie 2019, data absolvirii lui Hassanal.
Ceremonia de instalare a lui Abdullah ca Yang di-Pertuan Agong a avut loc în Sala Tronului a Palatului Național (Istana Negara) la 30 iulie 2019, la șapte luni după preluarea tronului, coincizând cu aniversarea sa de 60 de ani. Această învestire a fost istorică, întrucât atât Abdullah, cât și Raja Permaisuri Agong (Regina Malaeziei), Tunku Azizah, sunt copii ai unor sultani care fuseseră anterior aleși Yang di-Pertuan Agong.
În calitate de Yang di-Pertuan Agong, Abdullah a deținut gradul de mareșal al Forțelor Aeriene Regale Malaeziene, parte a atribuțiilor sale constituționale de comandant suprem al Forțelor Armate Malaeziene. De asemenea, a deținut gradul de feldmareșal al Armatei Malaeziei și gradul de amiral al flotei în Marina Regală Malaeziană. Totodată, a fost colonel-șef al Forțelor Aeriene Regale Malaeziene.
În timpul mandatului său ca Yang di-Pertuan Agong, Abdullah a deținut și funcția de cancelar al Universiti Teknologi MARA (UiTM) și al Universiti Pertahanan Nasional Malaysia (UPNM).
Domnia lui Abdullah ca Yang di-Pertuan Agong a coincis cu o perioadă politică deosebit de dificilă în istoria Malaeziei. În acest timp au avut loc schimbări și provocări politice majore, inclusiv căderea administrației Pakatan Harapan (PH) și numirea unui nou prim-ministru. Abdullah a jucat un rol esențial în menținerea stabilității politice, numindu-l pe Mahathir Mohamad ca prim-ministru interimar și, ulterior, pe Muhyiddin Yassin ca nou prim-ministru.
La 25 octombrie 2020, Abdullah a respins cererea lui Muhyiddin de a declara stare de urgență în urma creșterii cazurilor de COVID-19 pe întreg teritoriul Malaeziei.
Cu toate acestea, la 12 ianuarie 2021, Abdullah a emis o Proclamație națională de urgență, valabilă până la 1 august 2021, pentru a face față răspândirii continue a COVID-19 și crizei politice asociate guvernului lui Muhyiddin. Această stare de urgență a suspendat parlamentul și alegerile, permițând guvernului malaezian să adopte legi fără control parlamentar.
Decizia privind gestionarea pandemiei de COVID-19 și suspendarea parlamentului a generat diverse reacții publice, inclusiv proteste și apeluri pentru schimbare politică.
La 16 august 2021, în urma pierderii majorității parlamentare, Muhyiddin și cabinetul său au demisionat, iar Abdullah l-a numit pe Ismail Sabri Yaakob⁠(d) în funcția de prim-ministru al Malaeziei.
La 10 octombrie 2022, Abdullah a aprobat cererea lui Ismail Sabri de dizolvare a parlamentului malaezian,[32] ceea ce a condus la alegerile generale din Malaezia din 2022, care au produs un parlament fără majoritate clară. În cele din urmă, Abdullah l-a desemnat pe Anwar Ibrahim ca prim-ministru, acesta fiind al patrulea prim-ministru din timpul domniei sale și făcându-l pe Abdullah Yang di-Pertuan Agong cu cei mai mulți prim-miniștri numiți de la independența țării. Anwar a fost al treilea prim-ministru consecutiv numit de Abdullah.
Mandatul său de Yang di-Pertuan Agong s-a încheiat la 30 ianuarie 2024, după ce, la cea de-a 263-a reuniune (extraordinară) din 27 octombrie 2023, Conferința Conducătorilor l-a ales ca succesor pe sultanul Ibrahim Iskandar al Johorului, cumnatul său.

## Viața personală

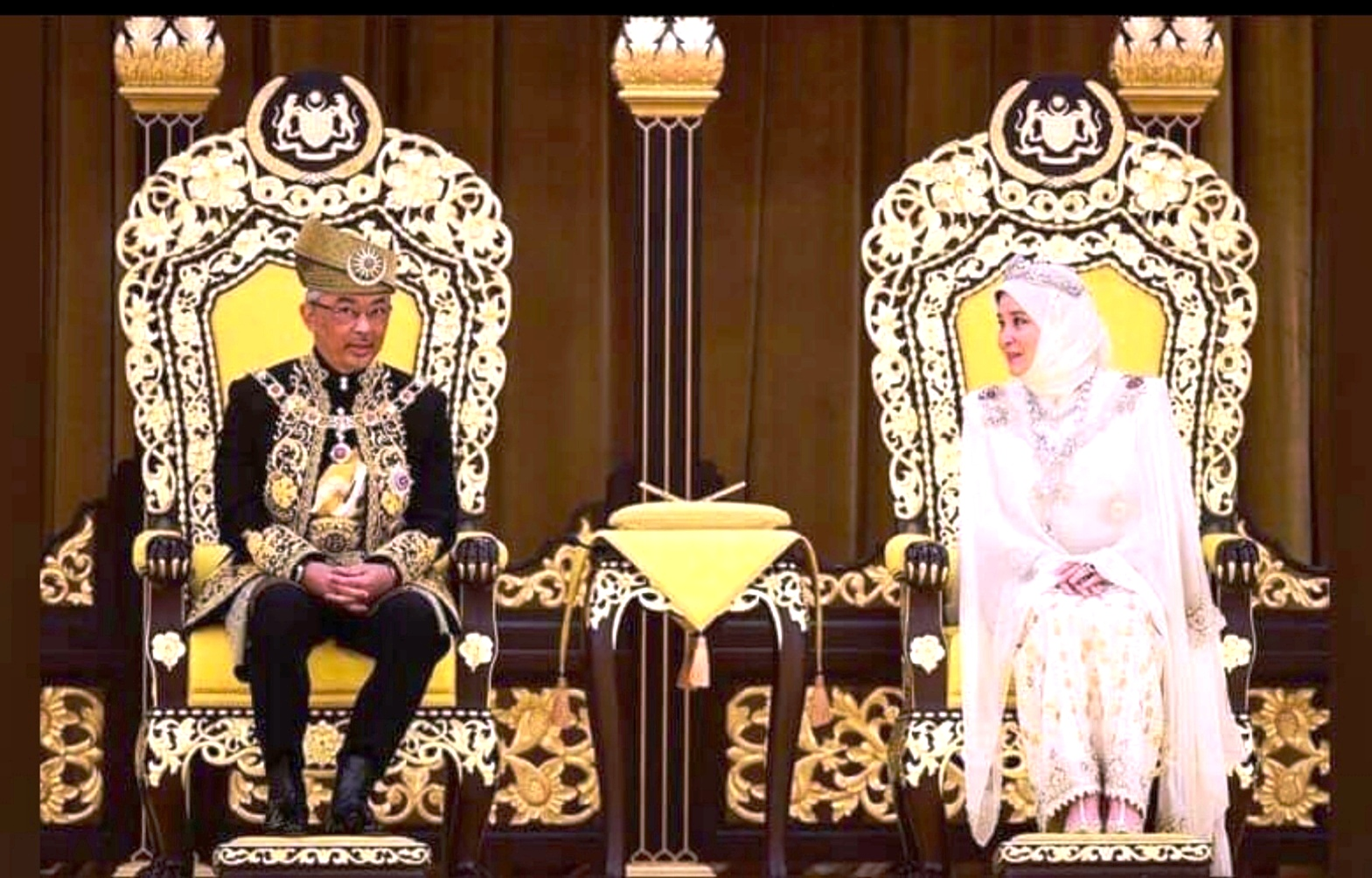
Abdullah și soția sa, Tunku Azizah, în timpul ceremoniei de învestitură din 2019.

Prima sa căsătorie a fost cu Tunku Azizah Aminah Maimunah Iskandariah binti Almarhum Al-Mutawakkil Alallah Sultan Iskandar Al-Haj, la Moscheea de Stat Sultan Abu Bakar, Johor Bahru⁠(d), la 6 martie 1986. Ea este a treia fiică a sultanului Iskandar de Johor din prima sa căsătorie cu Enche' Besar Khalsom binti Abdullah (născută Josephine Ruby Trevorrow). Tunku Azizah deține acum titlul de Tengku Ampuan al Pahangului (regina consoartă a Pahangului). Ea este sora mai mică a actualului sultan de Johor, Ibrahim Iskandar. Împreună au patru fii și două fiice.
A doua sa căsătorie a fost cu Che Puan Julia Abdul Rais (născută la Kota Bharu, Kelantan), la 19 februarie 1971 (54 de ani), fostă actriță și fiica lui Abdul Rais, într-o ceremonie privată la Fraser’s Hill, în 1991. Împreună au trei fiice.
Abdullah a adoptat de asemenea un fiu înainte de nașterea propriilor săi copii:
- Tengku Amir Nasser Ibrahim Shah bin Almarhum Tengku Arif Bendahara Tengku Ibrahim, Tengku Panglima Raja (prescurtat Tengku Amir), adoptat în 1987. El s-a născut la 25 august 1986 (38 de ani), fiind cel mai mic fiu al răposatului Tengku Arif Bendahara Tengku Ibrahim și al celei de-a treia soții a acestuia, Czarina binti Abdullah.
- Tengku Amir Nasser Ibrahim Shah și Puteri Suraiya Afzan Binti Mohamed Moiz, Che Puan Panglima, s-au căsătorit la 19 decembrie 2013.
  - Primul lor copil, un fiu numit Tengku Adam Ibrahim Shah, s-a născut la 27 decembrie 2015.
  - Al doilea copil, un fiu numit Tengku Sulaiman Abdullah Shah, s-a născut la 25 iunie 2018.
  - Al treilea copil, un fiu numit Tengku Nuh Muhammad Shah, s-a născut la 31 ianuarie 2022.

## Titluri
Alteța Sa Regală Al-Sultan Abdullah Ri’ayatuddin Al-Mustafa Billah Shah ibni Almarhum Sultan Haji Ahmad Shah, D.K.P., D.K.M., D.K., D.M.N., S.A.A.S., S.S.A.P., S.I.M.P., D.K. (Terengganu), D.K. (Johor), S.P.M.J., D.K.M.B. (Brunei), D.K. (Kedah), D.K. (Perlis), D.K. (Perak), D.K. (Selangor), D.K. (Kelantan), Ordinul de Stat al Republicii Turcia, Marea Cruce a Ordinului Sfântul Charles (Monaco), Sultan și Suveran al Statului Pahang Darul Makmur și al tuturor coloniilor sale subjugate.